# Stenotis
Stenotis là một chi thực vật có hoa trong họ Thiến thảo (Rubiaceae).

## Loài
Chi Stenotis gồm các loài: